# Markus Fierz

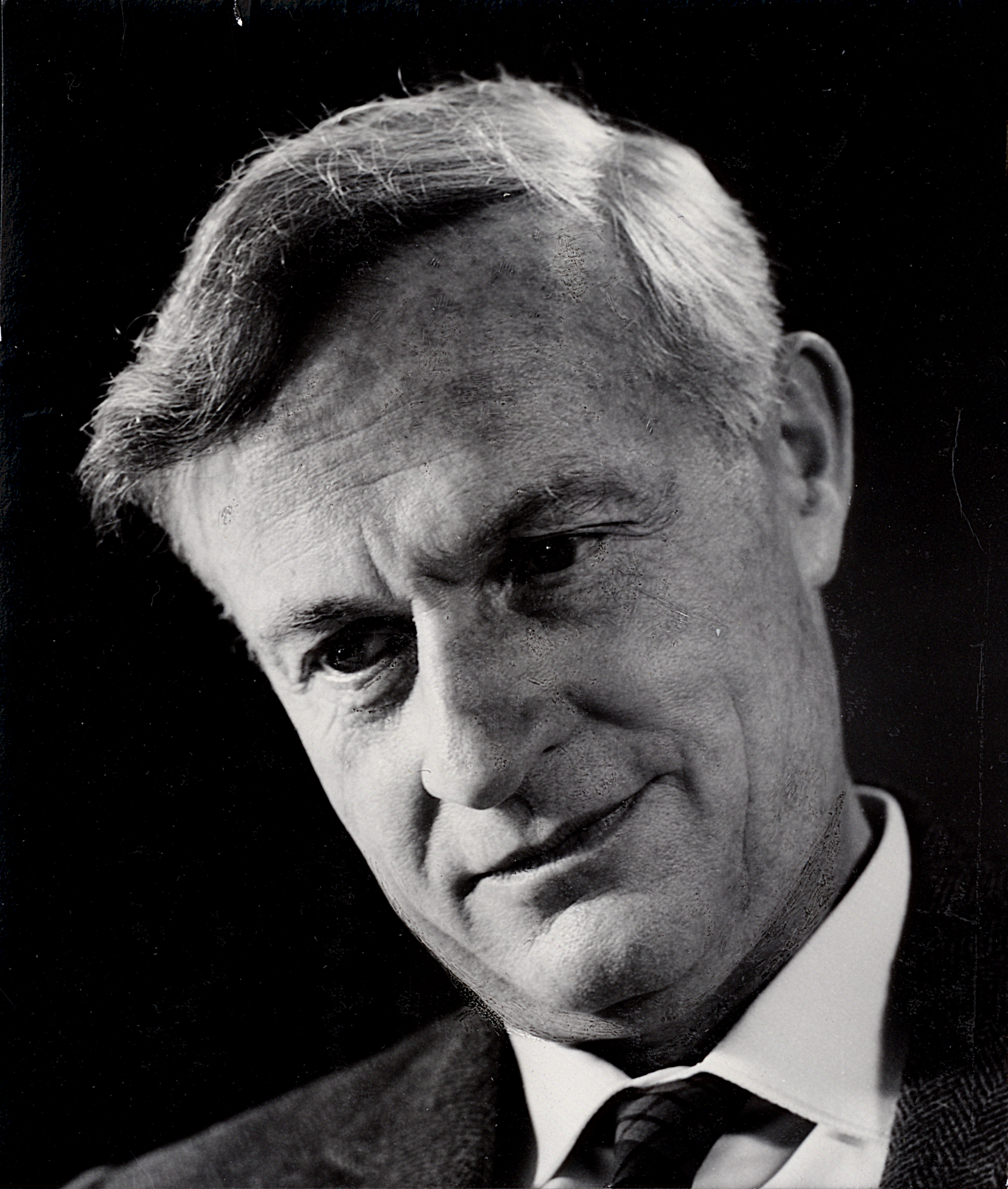
Markus Fierz (ca. 1975)

Markus Eduard Fierz (* 20. Juni 1912 in Basel; † 20. Juni 2006 in Küsnacht) war ein Schweizer theoretischer Physiker, der hauptsächlich über Quantenfeldtheorie arbeitete.
Hans Eduard Fierz, der Vater von Markus Eduard Fierz, war Chemiker bei Geigy und später Professor an der Eidgenössischen Technischen Hochschule Zürich (ETH Zürich). Markus Eduard Fierz besuchte das Realgymnasium in Zürich. Ab 1931 begann er sein Studium in Göttingen, wo er u. a. bei Hermann Weyl hörte, und ging 1933 wieder an die ETH, wo er bei Wolfgang Pauli und Gregor Wentzel Physik studierte und 1936 bei Wentzel promovierte, wobei er in seiner Doktorarbeit das Infrarotproblem der Quantenelektrodynamik entdeckte. Danach ging er zu Werner Heisenberg nach Leipzig (von wo aus er mit Heisenberg eine Konferenz bei Niels Bohr in Kopenhagen besuchte) und wurde 1936 Assistent bei Wolfgang Pauli in Zürich (Heisenberg hatte ihn empfohlen). In seiner Habilitation 1939 behandelte er relativistische Felder beliebigen Spins (mit und ohne Masse) und bewies das Spin-Statistik-Theorem für freie Felder. 1940 wurde er Privatdozent in Basel und 1943 Assistenzprofessor. Von 1944 bis 1959 war er Professor für Theoretische Physik in Basel. Im Winter 1950/51 war er am Institute for Advanced Study in Princeton, wo er Res Jost traf. 1959/1960 leitete er die Theorieabteilung am CERN in Genf für ein Jahr und wurde 1960 der Nachfolger seines Lehrers Pauli als Professor an der ETH. 1977 wurde er dort emeritiert. Fierz arbeitete auch über Gravitationstheorie, veröffentlichte aber nur einen Teil.
Fierz befasste sich auch mit Wissenschaftsgeschichte, speziell Isaac Newton. Er war nach den Worten von Charles Enz unter allen Physikern der vertrauteste Gesprächspartner von Wolfgang Pauli.
1979 erhielt er die Max-Planck-Medaille. 1989 erhielt er die Albert-Einstein-Medaille.
Seit 1940 war er mit Menga Biber verheiratet, die er beim Musizieren (er spielte Violine) kennenlernte. Er hatte mit ihr zwei Söhne.
Sein Zwillingsbruder Heinrich Karl Fierz war ein bekannter Psychiater (wie auch seine Mutter Linda, geborene David, die ebenfalls zur Schule von Carl Gustav Jung gehörte).